# 佩林斯魮
佩林斯魮（学名：Barbus perince）為輻鰭魚綱鯉形目鯉科的其中一個種。分布於非洲尼羅河、查德湖、尼日河、艾伯特湖、佛塔河等流域，體長可達8.9公分。

## 扩展阅读
維基物種上的相關：佩林斯魮